# Реч године
Први избор речи године организовало је Друштво за немачки језик 1977. године. Веома су популарни избори речи године у енглеском језику које изводе велики речници Оксфорд, Кембриџ, Вебстер и др. У словенским језицима речи године бирају Хрвати од 1992, Чеси од 2006, Руси од 2007, Пољаци од 2011, Украјинци од 2013. и Словенци од 2016. Предлог за организовање избора речи године у српском језику Дејана Ајдачића и Иване Лазић-Коњик прихватило је дванесторо филолога који су били и чланови жирија у избору речи 2023. године. Избор речи 2023. године у српском језику је организовало Филолошко друштво „Речи” са часописом „Новоречје”. Категорије речи и начин бирања у овом конкурсу одређује Правилник, објављен у часопису „Новоречје” и на сајту друштва. Речи се предлажу до краја новембра, а интернет гласање је од од 1. до 15. децембра текуће године. На основу броја интернет гласова утврђују се најбоље пласиране речи, а жири из изгласаних речи бира речи „победнике”. Категорије у којима се бирају речи године у српском језику су: 
- Реч године — постојећа реч или израз, која одражава значајне  догађаје, трендове или промене у друштву током године;
- Нова реч — новостворена или позајмљена реч или израз, која  је недавно ушла у српски језик и постала популарна или релевантна за ширу јавност;
- Лажиреч — реч или израз, која искривљује, ублажује или прикрива смисао онога што именује.

Министарство културе Републике Србије је подржало избор речи 2023. године и избор речи 2024. године.  

## Речи 2023. године
Током пријављивања добијено је 154 речи, од којих је за интернет гласање одабрано по 30 за сваку категорију. Жири је изабрао по две речи у ужи избор и победнике по категоријама. Резултати избора речи године су оглашени у Универзитетској библиотеци у Београду 20. децембра 2023. године.
У интернет гласању за Реч 2023. године стигла су укупно 992 гласа, а највећи број гласова добиле су речи: непребол (28,05 %), неизречје (13.02 %), Рибникар (9,38 %), паризер (8,38 %), насиље (7,27 %). У ужем избору жирија биле су речи насиље и вештачка интелигенција, а као Реч 2023. године проглашена је реч — насиље.
У интернет гласању за Нову реч 2023. године стигла су укупно 572 гласа, а највећи број гласова добиле су речи: суперћелијска олуја (13,81 %), миродушје (10,49 %), бленталитет (10,14 %), четбот (7,87 %), кринџ (7,69 %). Жири је изабрао у ужи избор речи суперћелијска олуја и четбот, а као Нову реч 2023. године прогласио је — четбот.
У интернет гласању за Лажиреч 2023. године стигла су укупно 624  гласа, а највећи број гласова добиле су следеће речи: економски тигар  (16,35 %), толеранција (14,58 %), родно осетљив језик (9,78 %), дијалог Београда и Приштине (6,89 %), елита (5,61 %). У ужем избору жирија биле су речи економски тигар и елита, а као Лажиреч 2023. године проглашен је — економски тигар. 
Јавна гласила су пратила избор речи 2023. године Филолошког друштва „Речи”.

## Речи 2024. године
Током пријављивања добијено је 226 речи, од којих је за интернет гласање одабрано по 15 за сваку категорију.
У интернет гласању за Реч 2024. године највећи број гласова добиле су речи: надстрешница (40,2%), одговорност (19,6%), нећете копати (15,1%), литијум (8,4%) и оставке (4,3%). У ужем избору жирија биле су речи надстрешница и литијум, а за реч године је проглашена надстрешница.
У интернет гласању за Нову реч 2024. године највећи број гласова добиле су речи: дновинарство (23,2 %), пакетомат (14,7 %), глупетање (13,2%), вирално (7,5%)  и јадарит (6,7%). У ужем избору жирија биле су речи дновинарство и пакетомат, а за нову реч године је проглашена реч пакетомат.
У интернет гласању за лажиреч 2024. године највећи број гласова добиле су речи: одговорност (14,9%), струка и наука (13,6%), родно осетљив језик (11,4%), истина (9,1%) и челично пријатељство (8,6%)  а за лажиреч године је проглашена струка и наука.
Јавна гласила су пратила избор речи 2023. године Филолошког друштва „Речи”.